# خطوط عريضة للهندسة
تُوفر الخطوط العريضة التالية باعتبارها نظرة عامة ودليل موضوعي للهندسة:
الهندسة هي التخصص العلمي والمهنة التي تطبق النظريات العلمية، والأساليب الرياضية، والأدلة التجريبية لتصميم، وإنشاء، وتحليل الحلول التكنولوجية المدركة للسلامة، والعوامل البشرية، والقوانين الفيزيائية، والتنظيمات، والجدوى العملية، والتكلفة.

## فروع الهندسة
- الهندسة التطبيقية - تطبيق مهارات الإدارة، والتصميم، والتقنية لتصميم ودمج الأنظمة، وتنفيذ تصاميم المنتجات الجديدة، وتحسين عمليات التصنيع، وإدارة وتوجيه الوظائف الفيزيائية و/أو التقنية لشركة أو منظمة.
  - هندسة التغليف
- الهندسة الحيوية
  - الهندسة الزراعية
  - هندسة الإلكترونيات الحيوية
  - الهندسة الوراثية
  - الهندسة الطبية الحيوية
  - هندسة الأيض[الإنجليزية]
  - الهندسة العصبية
  - هندسة الأنسجة
- الهندسة المدنية
  - الهندسة البيئية
  - الهندسة المعمارية
  - هندسة التشييد والبناء
  - الهندسة الجيوتقنية
  - هندسة النقل
  - هندسة هيدروليكية
  - الهندسة الإنشائية
  - تخطيط حضري (الهندسة البلدية)
  - العمارة
- الهندسة الكيميائية (الخطوط العريضة[الإنجليزية])
  - الهندسة الجزيئية
  - هندسة العمليات - تظهر أيضا في الهندسة الصناعية
- الهندسة الكهربائية (الخطوط العريضة)
  - هندسة البث
  - هندسة الحاسوب (الخطوط العريضة[الإنجليزية])
  - هندسة أنظمة الطاقة
  - هندسة الاتصالات
  - الهندسة الإلكترونية (يشمل هندسة الإلكترونيات الدقيقة والإلكترونيات الدقيقة وهندسة اشباه الموصلات)
  - الهندسة البصرية
- الميكانيكا الكهربائية
  - هندسة التحكم (الخطوط العريضة)
  - ميكانيكا إلكترونية
  - الميكانيكا الكهربائية
  - أجهزة القياس والتحكم واستخدامها
- هندسة التحقيق في الفشل
- هندسة علم الأرض[الإنجليزية]
- الهندسة الخضراء
- الهندسة الصناعية
  - علم النفس الهندسي
  - هندسة بشرية
  - هندسة المرافق[الإنجليزية]
  - هندسة اللوجستيات
  - هندسة الأداء
  - هندسة العمليات - تظهر أيضا في الهندسة الكيميائية
  - هندسة الجودة (هندسة ضمان الجودة)
  - هندسة الوثوقية
  - هندسة وقائية
  - هندسة الأمن
  - الصيانة
- هندسة المعلومات
- هندسة المواد
  - فلز لابلوري
  - مادة حيوية
  - الصب
  - هندسة الخزف
  - مادة مؤلفة
  - علم المواد المحوسب
  - هندسة التآكل
  - هندسة الكريستال[الإنجليزية]
  - اشباه الموصلات
  - هندسة المواد الجنائية[الإنجليزية]
  - تشكيل المعادن
  - علم الفلزات
  - المواد النانوية
  - هندسة البوليمرات
  - هندسة الأسطح[الإنجليزية]
  - المواد الزجاجية (الزجاج)
  - اللحام
- الهندسة الميكانيكية
  - الهندسة الصوتية - تشمل الهندسة السمعية
  - هندسة الطيران والفضاء - فرع من الهندسة مسؤول عن تصميم وبناء وعلم الطائرات والمركبات الفضائية. ينقسم إلى فرعين رئيسيين متداخلين:
    - هندسة الطيران - تتعامل مع المركبات التي تبقى داخل الغلاف الجوي الأرضي
    - ملاحة فضائية - تتعامل مع المركبات التي تعمل خارج الغلاف الجوي الأرضي

  - هندسة السيارات (هندسة أنظمة السيارات)
  - الهندسة التصنيعية
  - هندسة معمارية بحرية
  - الهندسة الحرارية
  - معمارة بحرية
  - هندسة الرياضة[الإنجليزية]
  - هندسة تفريغ الهواء
- الهندسة العسكرية
  - مهندس قتالي
  - التكنولوجيا العسكرية
- هندسة النفط
  - الجيولوجيا النفطية
  - هندسة الحفر[الإنجليزية]
  - هندسة إنتاج البترول[الإنجليزية]
  - هندسة المكامن
  - تسجيلات آبار
  - اختبار البئر[الإنجليزية]
- هندسة الإشعاع
  - الهندسة النووية
  - هندسة حماية الإشعاع
- الهندسة الكوكبية - الهندسة الكوكبية هي تطبيق التكنولوجيا لغرض التأثير على الخصائص العالمية لكوكب ما. الهدف من هذه المهمة النظرية عادة هو جعل عوالم أخرى صالحة للحياة. ربما يكون أفضل أنواع الهندسة الكوكبية المعروفة هو إعادة تأهيل أرضي، والذي بموجبه تُغير الظروف السطحية لكوكب ما لتكون أشبه بظروف الأرض.
  - الهندسة المناخ
- هندسة البرمجيات
  - الهندسة بمساعدة الكمبيوتر
  - هندسة المعرفة
  - هندسة اللغة[الإنجليزية]
  - هندسة الإصدار[الإنجليزية]
  - هندسة المرور
  - هندسة سهولة الاستخدام
- الهندسة المستدامة
- هندسة الأنظمة - تحليل وتصميم والتحكم في الأنظمة الهندسية العملاقة.
  - هندسة الأنطولوجيا[الإنجليزية]

## تاريخ الهندسة
تاريخ الهندسة
- الأكاديمية الوطنية للهندسة
- تاريخ الهندسة الكيميائية
- تاريخ الهندسة الكهربائية
- تاريخ الهندسة الميكانيكية
- تاريخ هندسة البرمجيات
- تاريخ الهندسة الإنشائية
- الهندسة الرومانية
  - الهندسة العسكرية الرومانية

## مفاهيم الهندسة
- التصميم (الخطوط العريضة[الإنجليزية])
  - الرسومات
    - التصميم بمساعدة الكمبيوتر (CAD)
    - رسم صناعي

  - عملية التصميم الهندسي
- أعمال تربة
- هندسة النظم البيئية
- هندسة ومشتريات وبناء[الإنجليزية]
- الاقتصاد الهندسي
  - التكلفة
    - تكلفة التصنيع

  - تصميم قائم على القيمة[الإنجليزية]
- التكاليف غير المباشرة
- قائمة الجمعيات الهندسية
- علم الهندسة البيئية
- هندسة استكشافية[الإنجليزية]
- المثبتات
- المرونة[الإنجليزية]
- تجميد[الإنجليزية]
- البوابة
- ممارسة هندسية جيدة
- أدوات اليد
- عدة ورشة
  - نقار
- الإدارة
  - التخطيط
  - العمل الجماعي
  - العتاد البشري[الإنجليزية]
- المواد
  - التآكل
  - تبلور
  - علم المواد
- القياس
- هندسة النماذج[الإنجليزية]
- تكنولوجيا النانو (الخطوط العريضة[الإنجليزية])
- هندسة غير المتكررة[الإنجليزية]
- نمذجة إجهاد الأجزاء[الإنجليزية]
- إضفاء الطابع الشخصي
- معالجة
- الجودة
  - مراقبة الجودة
  - التحقق والتثبت
- الهندسة العكسية
- تحليل المخاطر
- تحليل إنشائي
  - عنصر إنشائي
    - جائز
    - دعامة (هندسة)[الإنجليزية]
    - جائز شداد
- هندسة أنظمة
- درجة التفاوت
- الجر
- نقطة الخضوع

## التعليم الهندسي والشهادات
التعليم الهندسي
- بكالوريوس الهندسة
  - بكالوريوس في العلوم التطبيقية
  - بكالوريوس في التكنولوجيا[الإنجليزية]
  - بكالوريوس في الهندسة الطبية الحيوية[الإنجليزية]
  - بكالوريوس علوم الحاسوب
  - بكالوريوس في الهندسة الكهربائية[الإنجليزية]
  - بكالوريوس هندسة البرمجيات[الإنجليزية]
- ماجستير في الهندسة
  - ماجستير العلوم في الهندسة
  - ماجستير في التكنولوجيا
  - دبلوم الهندسة
  - ماجستير في العلوم التطبيقية[الإنجليزية]
  - ماجستير في هندسة الأعمال[الإنجليزية]
  - ماجستير في إدارة الهندسة[الإنجليزية]
- دكتوراه في الهندسة[الإنجليزية]
- درجة مهندس
- علوم الهندسة والميكانيكا[الإنجليزية]

التنظيم والترخيص في الهندسة
- فني هندسي معتمد[الإنجليزية]
- امتحان أساسيات الهندسة
- امتحان مبادئ وممارسات الهندسة[الإنجليزية]
- اختبار القدرات للدراسات العليا في الهندسة[الإنجليزية]

## جوائز الهندسة
- جائزة الأكاديمية العلمية والتقنية
- جائزة الاستحقاق في الهندسة الإنشائية[الإنجليزية]
- جوائز صناعة البناء البريطانية[الإنجليزية]
- جوائز التميز الهندسي البريطانية[الإنجليزية]
- جائزة تشارلز ستارك درابر
- جوائز التراث الهندسي
- جائزة القيادة الهندسية[الإنجليزية]
- جائزة المهندس الفيدرالي للعام[الإنجليزية]
- جائزة جوردون[الإنجليزية]
- جائزة أنظمة التحكم IEEE[الإنجليزية]
- جائزة لويس شويتزر[الإنجليزية]
- جائزة ناس في هندسة الطيران[الإنجليزية]
- جائزة بيرسي نيكولز[الإنجليزية]
- جائزة روس[الإنجليزية]
- جائزة سيمور كراي لهندسة الكمبيوتر[الإنجليزية]
- جائزة إنجاز عملية البرمجيات[الإنجليزية]
- جائزة إيمي للتكنولوجيا والهندسة[الإنجليزية]
- جوائز الطالب المتميز في العلوم والهندسة والتكنولوجيا[الإنجليزية]

## المنشورات الهندسية
- قائمة المجلات والدوريات الهندسية[الإنجليزية]

## الشخصيات المؤثرة في مجال الهندسة
- قوائم المهندسين[الإنجليزية]

## المؤشرات
- فهرس مقالات هندسة الطيران والفضاء[الإنجليزية]
- فهرس مقالات الهندسة الكهربائية[الإنجليزية]
- فهرس مقالات الهندسة الوراثية[الإنجليزية]
- فهرس مقالات الهندسة الميكانيكية[الإنجليزية]
- فهرس مقالات هندسة البرمجيات[الإنجليزية]